# Rhene mordax
Rhene mordax là một loài nhện trong họ Salticidae.
Loài này thuộc chi Rhene. Rhene mordax được Tord Tamerlan Teodor Thorell miêu tả năm 1890.